# Slivno
 Ovo je glavno značenje pojma Slivno. Za druga značenja pogledajte Slivno (razdvojba).
Slivno je općina u južnoj Hrvatskoj, u Dubrovačko-neretvanskoj županiji.

## Podrijetlo naziva mjesta
Postoje dvije varijante podrijetla imena Slivno. Po prvoj Slivno je dobilo ime po smještaju s lijeve odnosno "s live" strane Neretve. Po drugoj varijanti, središnje i najstarije selo na području župe Slivno Ravno i Slivanjskog poluotoka dobilo je ime po zemljopisnom položaju i okolnom reljefu. Selo se nalazi dolini u okruženju brda Kosa (sa sjevera), Pozvizda (s juga) i Jastrebove glavice (sa zapada). Vode obilnih kiša slijevale su se niz navedena brda i prema Jadranskom moru i Neretvanskom blatu, pa je po slijevanju tih voda selo je dobilo ime Slivno.

## Općinska naselja
Općini pripada 18 naselja:
- Blace
- Duba
- Duboka
- Klek
- Komarna
- Kremena
- Lovorje
- Lučina
- Mihalj
- Otok
- Pižinovac
- Podgradina
- Raba
- Slivno Ravno
- Trn
- Tuštevac
- Vlaka
- Zavala

## Zemljopis
Slivno je primorska općina u Neretvanskoj dolini. Graniči s gradom Opuzenom, općinom Zažablje te s općinom Neum u BiH. Proteže se na tri područja: nizinsko (dio područja delte Neretve lijevo od obale Male Neretve), obalno (22 km obale između ušća Male Neretve i uvale Moračna), te područje zaleđa (krša). Sjedište općine je naselje Vlaka.

## Klima
Područje općine nalazi se u polju djelovanja sredozemne klime, s vrućim i sušnim ljetima te obilnijim oborinama i umjerenim temperaturama ostalih godišnjih doba. Prosječna godišnja temperatura iznosi oko 16 °C, u srpnju i kolovozu do 34 °C, a zimi rijetko pada ispod 0 °C. Najviše oborina pada krajem jeseni i početkom zime (prosinački prosjek je oko 200 mm/m²), a ljeta su uglavnom sušna. Godišnji prosjek sunčanih dana je od 106 do 111, a  oblačnih od 87 do 101. Najučestaliji vjetrovi su jugo (do 30 %), bura (do 29 %), maestral (do 24 %) i levant (do 15 %).

## Stanovništvo
Godine 2001. općina Slivno imala je 2078 stanovnika., a po popisu iz 2011. općina je imala 1999 stanovnika.
| broj stanovnika | 1107  | 1272  | 1427  | 1641  | 1887  | 2247  | 2194  | 2437  | 2659  | 2656  | 2580  | 2110  | 1838  | 1665  | 2078  | 1999  | 2046  |
|                 | 1857. | 1869. | 1880. | 1890. | 1900. | 1910. | 1921. | 1931. | 1948. | 1953. | 1961. | 1971. | 1981. | 1991. | 2001. | 2011. | 2021. |

## Uprava
Načelnik općine je Smiljan Mustapić (HDZ), a predsjednik Općinskog vijeća je Draženko Čović iz iste stranke.

## Povijest
Na prostoru Slivnog Ravnog postoje mnoge ilirske gomile i gradine što svjedoči nastanjavanju od davnine. Na području Lovorja pronađeni su ostatci naselja i grobovi iz rimskog doba. Nakon dolaska Hrvata područje je pripadalo Zahumskoj kneževini čije je sjedište bilo u Stonu, a prvi spomen Slivna u Neretvi u povijesnim dokumentima datira 1358. godine. Mnogobrojni nalazi stećaka svjedoče o životu u srednjem vijeku, a posebno se ističe nekropola Greblje u zaseoku Provići. U 14. stoljeću spominju se trgovište solju u Kleku, te utvrda na otočiću Osinju, a područje pada pod tursku vlast poslije 1490. godine, da bi bilo oslobođeno 1689. zauzećem utvrde Kuline iznad Kleka.

## Župa sv. Stjepana prvomučenika – Slivno Ravno
Područje Slivna Ravna do 14. stoljeća pripadalo je Stonskoj biskupiji, nakon čega ulazi u sastav Trebinjske biskupije, sve do oslobođenja od Turaka, kada ulazi u sastav Makarske biskupije. Stanovništvo susjedne Hercegovine (od kojega potječu današnji stanovnici) doseljavalo je na područje Slivna Ravna u dva navrata. Prvi val zbio se 1686. kada se stanovništvo naselilo na području Opuzena, a nakon oslobođenja od Turaka, doseljenici su se nastanili po slivanjskim selima. Drugi val doseljavanja zbio se za vrijeme Malog rata (1714. – 1718.). Župa u Slivnu Ravnom osnovana je nakon oslobođenja od Turaka 1689., a s doseljenicima su se doselili i njihovi svećenici. Prvi župnik u Slivnu bio je don Petar Dragobratović. Župnici su sve do sredine 19. stoljeća stanovali u tvrđavi Smrdan ili u Gradu. Župna kuća kod župne crkve sv. Stjepana sagrađena je 1857. i useljena 1860. godine. Napuštena je 1966. od kada je župnik stanovao na Vlaci u kupljenoj kući u čijem je prizemlju bila kapela, a na katu podignut župni stan. Ta je građevina srušena 1989., a tadašnji župnik don Ljubo Pavić uselio se u nove prostore u prizemlju nove župne crkve. Za vrijeme don Senka Antunovića, stara župna kuća u Slivnu počela se obnavljati i uređivati za mrtvačnicu.

### Sakralni objekti župe Slivno Ravno
- župna crkva Svetog Stjepana Prvomučenika na Slivnu
- filijalna crkva Svetog Ante Padovanskog na Rabi
- filijalna crkva Svetog Ivana Krstitelja između Blaca i Vala
- filijalna crkva Svetog Petra i Pavla u Kleku
- filijalna crkva Gospe od Zdravlja u Vlaci
- crkva Svetog Ivana Krstitelja na otočiću Osinju
- crkva Velike Gospe na Gradu
- crkva Svetog Liberana na Jastrebovoj glavici
- kapela Svetog Vlaha (Blaža) na Kremeni
- kapela Svetog Alojzija na Zavali
- bivša kapelica Svetog Nikole u Kleku

## Znamenitosti
| Nekropola Greblje |  | Nekropola Greblje |
| Nekropola Greblje |  | Nonkovića kula    |

- Smrdan grad je utvrda iznad mjesta Klek uz stari put koji je spajao dolinu Neretve s Dubrovačkim primorjem. Današnji ostatci utvrde sagrađeni su krajem 17. stoljeća na mjestu nekadašnje utvrde iz srednjeg vijeka, nakon što su je Mlečani 1689. osvojili od Osmanlija. Trokutastog je tlocrta s bedemima od oko 50 metara po svakoj strani. Na popisu je kulturnih dobara Republike Hrvatske.[10][11]
- Nonkovića kula, četverokatna obrambena kula četvrtastog oblika iz 17. stoljeća koja se nalazi u Kleku. Građena je od pravilno tesanih kamenih kvadara a pokrivena krovom na četiri vode. Na svakom su katu po dva prozora s konzolama i kamenim prstenovima. Ulazna vrata s nadvratnikom i dovratnicima su na zapadnom pročelju, a iznad njih je grb obitelji Nonković, vjerojatnim graditeljima kule. Iza kule nalazi se kapelica sa zvonikom na preslicu na pročelju, a uz nju bunar s krunom i ukrašenim uglovima.Na popisu je kulturnih dobara Republike Hrvatske.[12]
- Nekropola stećaka Greblje, kasnosrednjovjekovna nekropola, sjeverno od sela Provići. Brojčano je jedna od najvećih nekropola neretvanskog područja: evidentirano je 67 stećaka od kojih su 33 ukrašena primjerka.[13]
- Galerija "Stećak" u Kleku, mjesto okupljanja književnika, likovnih, dramskih i drugih umjetnika. Osim u Kleku, djeluje u Opuzenu, Pločama, Metkoviću i Zagrebu, a ovisno o potrebama i u drugim mjestima.[14]
- Otok Osinj, nenaseljeni otočić pored Blaca. Vrlo je vjerojatno bio naseljen već u rimsko doba, a za vrijeme vladavine bizantskog cara Justinijana I. Velikoga bila je podignuta utvrda čija je svrha bila zaštita i nadzor bizantskih posjeda na istočnoj obali Jadrana. Mijenjao je mnoge vlasnike, a nakon oslobođenja Neretvanske krajine od Osmanlija 1688. i došao je u sastav Mletačke Republike koja ga je 1744. dala u posjed plemićkoj obitelji Nonković, a njezini su ga članovi prodali seljacima iz Blaca.[15] Osim bizantske utvrde, na otoku su pronađeni ostatci crkve i franjevačkoga samostana. Na utvrde je prvi ukazao don Radovan Jerković, svećenik i povjesničar. Obišao je lokalitet te napravio skicu tlocrta utvrde i crkve unutar nje. Crkvu je smatrao starijom od utvrde i pripisao je ranokršćanskom dobu. Rezultate toga rada objavio je 1942. u sarajevskom Napretku.[16] U crkvi se danas bogoslužje povremeno služi, a cijeli se kompleks nalazi na popisu zaštićenih kulturnih dobara Republike Hrvatske.[17][18]
- Pelješki most, most dug 2404 metra, najviše visine 55 metara koji premošćuje Malostonski zaljev između Komarne na kopnu i Brijeste na poluotoku Pelješcu čime cestovno ostvaruje kontinuitet teritorija Republike Hrvatske

## Poznate osobe
- Zoran Curić, geograf
- Mirko Popović, slikar

## Vanjske poveznice
- Službena stranica Općine